# 少年無宿シンクロウ
『少年無宿シンクロウ』（しょうねんむしゅくシンクロウ）は、原案：さいふうめい、漫画：星野泰視による日本の漫画。『週刊少年マガジン』（講談社）にて、2006年1号から2007年1号まで連載された。単行本は全6巻。
主人公は封建社会末期の日本のやくざ社会を放浪するシンクロウである。

## あらすじ
主人公「シンクロウ」は、赤ん坊の頃より丁半博打を生業にする明神一家の元で育てられてきた。15歳を迎え、そろそろ本当に一家に入ることを考えていたが、自分の胸にある「神供朗」の火傷が気になっていた。しかし、火傷の理由は誰に聞いても分からない。そのうち、お蝶という女性が自分の火傷の理由を教えてやろうと言い、教えてほしければ今夜寺の裏門を開けて待っていろと言う。真実を知りたいシンクロウは門を開けてお蝶を待っていた。しかし、そこには……。

## 主な登場人物
神供郎（シンクロウ）
本作の主人公。15歳の少年。出生は不明。胸に「神供朗（篆書体で書かれている）」と書かれた火傷がある。赤ん坊の頃から明神一家の下で育てられている。明神一家と杯を交わそうと思っていたところ、浪人らの押し入りによって彼を除く明神一家全員が殺害され、彼らの仇を取った後にそのために放浪の旅に出る。
途中天神一家の岩須朗に金を奪われるものの、なんとか取り返すことに成功。この時に勝次とも知り合う。
武居宿では六道一家に逗留、そこで討ち入り騒動に巻き込まれるが、なんとか乗り切る。
そこの一件もあって武居宿の新しい親分になってもらうように乞われるものの、自分の出生について手がかりを得るために再び旅に出る事を決意し、上州白川の帰雲山まで来るが、そこでも自分の出生の秘密は分からず、再び武居宿に戻り、正式に神供郎一家を旗揚げする。まだ、若輩の親分だが、宿の人々からは慕われている。
その後、出生地は赤城山近辺のとある村であることが分かり、生まれて間もない頃に金になるからという理由で人柱として誘拐され、その時神供朗と刻まれた焼鏝を当てられていることが判明する。真の敵は国定忠治。
住職
明神一家が本拠にしている寺の住職。神供朗の出生についてなにか知っているようだったが、押し入りの際に殺害される。
安（やす）
明神一家の子分で、神供朗の兄貴分。神供朗に杯を交わそうと考えていたが、果たす前に死亡。
貸元（かしもと）
明神一家の親分で、神供朗の育ての親。押し入りの際に死亡。
お蝶（おちょう）
神供朗の出生について何か知っているような素振りを見せて神供朗をそそのかし、明神一家の賭場に浪人を引き連れて押し入って金を強奪した上、育ての親の住職と一家を皆殺しにした。生き延びた神供朗の手によって討たれたが、死ぬ間際に神供朗と同じ名前・刻印を持つ弟を殺されていることを明かし、「胸の刻印は誰にも見られないように」と警告する。
岩須朗（がんすろう） / 分賀（ふんが）
天神一家の親分的存在。上州路の茶屋の主人を殺し、シンクロウを襲う。その後2人はシンクロウとサシで勝負し負けるも、負けを認めずシンクロウに斬りかかった。しかし岩須朗は勝次に斬られ、残った分賀もシンクロウに逃げられる。
勝次（かつじ）
別名「不知火の勝次」。旅の途中で出会った神供朗に興味を持つ。六道一家の前にいた一家の貸し元と義兄弟の契りを交わしており、その件で六道一家に討ち入り、獄三郎を討ち取る。現在は神供朗の組に身を寄せており、彼に上州長ドスを渡す。シンクロウ一家の子分として、最後まで生き残った。
獄三郎（ごくさぶろう）
六道一家の親分で、別名「六道辻の獄三郎」。武居宿を本拠にしており、前の一家を皆殺しにして乗っ取るなどしているため、現地人からは恐れられていた。勝次と神供朗らの手によって死亡する。
茂（しげ）
六道一家の子分。神供朗が逗留している間、案内などをしている。何度か神供朗に命を助けられているため、獄三郎が死んだ後には新供朗の下にいる。シンクロウ一家の子分として、最後まで生き残った。
圓太（えんた）
別名「帆立の圓太」。元々は凄腕の羽子板職人だったが、いつの間にか偽物作りの名人になっていた（ただ、通行手形は関所で偽物と見抜かれていることから、精度は良くないと推測される）。武居宿でタダ飯を食おうとした所でそれがばれ、彼は神供朗の出生に繋がる様な話を語る。神供朗が旅に出てからは彼を「親分」と呼んでついてきている。帰雲山で黄金を一山当てようとしており、なぜかダウジングを知っていたりする。現在は新供朗の下におり、賭場での取り仕切りに意外な才能を見せている。シンクロウ一家の子分として、最後まで生き残った。
小夜（さよ）
帰雲山のふもとの村の名主の家の娘。初登場時は男装して旅をしていた。帰雲山の山津波を鎮めるために人柱になろうとしているが、神供朗によって助け出される。そして、名主が犯した悪事の真相を聞かされ、現在旅に出ている。
蠍火の小鉄（さそりびのこてつ）
蠍火一味の頭。かつての江田村の百姓。最初は神供朗一家と戦ったが、偽りの死を体験した事を機に神供朗の下に付く事になった。しかし、一味の一人である新八に刺され、重傷を負う（殺した新八と黒幕は死んだものと思い込んでいる）。2年前の両親が殺された日に、姉であるお園を助けた（火事以前に無かった蠍の火傷は、その時についたものである）。シンクロウ一家の子分として、最後まで生き残った。
吾助（ごすけ） / 長治（ちょうじ）
それぞれ蠍火一味の一人。かつての江田村の百姓。最初は神供朗一家と戦ったが、偽りの死を体験した事を機に神供朗の下に付く事になった。小鉄が重傷を負った後、新八に嫌々ながら従うも、小鉄への忠誠心が薄れる事はなく、結局小鉄を助ける事に。シンクロウ一家の子分として、最後まで生き残った。
留作（とめさく） / 伝八（でんはち） / 次郎（じろう） / 仁三（じんぞう）
それぞれ蠍火一味の一人。かつての江田村の百姓。最初は神供朗一家と戦ったが、偽りの死を体験した事を機に神供朗の下に付く事になった。小鉄が重傷を負った後、新八に嫌々ながら従うも、小鉄への忠誠心が薄れる事はなく、結局小鉄を助ける事に。だが、国定忠治との出入りの際に殺害されてしまう。
捨吉（すてきち）
蠍火一味の一人。神供朗の隙を突き攻撃するも、返り討ちにされ、蠍火一味が死は何なのかを体現させられてしまった。
お園（おその）
蠍火一味の頭・小鉄の姉。2年前の両親が小鉄に殺された日に、夫である天野屋清吉に助け出される。だがそれは偽りの記憶である事を神供朗が話した。
新八（しんぱち）
当初は蠍火一味の一人であったが、その正体は天野屋清吉の部下であった。頭である小鉄を殺し（もっとも小鉄は一命を取り留めた）、神供朗の命を狙うが、清吉が黒幕である事を暴かれたときに勝次に捕らえられる。その後は釈放されるも、死んだものと思っていた小鉄に討たれた。真の主は国定忠治。
天野屋清吉（あまのや せいきち）
江田村の養蚕を発展させた人物で、お園の命の恩人であり夫でもあるが、その正体は新八を影で操った黒幕である。悪事を暴かれ新八と共に逃走するも、小鉄と神供朗に討たれた。2年前にお園と小鉄の両親を殺し、更に家を焼いた張本人である。
大前田英五郎（おおまえだ えいごろう）
大前田一家の親分。上州の半分以上を縄張りにし、一声かけて集まる人数は1000人を超えるという伝説の大親分。
国定忠治（くにさだ ちゅうじ）
その名を上州に轟かせる、赤城山国定一家の親分。別名「即断即決の武闘派・忠治」。赤子を売り捌くという商売を行い、その金を元手に渡世に出た。シンクロウに恨みを持ち、密かに抹殺しようとする。だがシンクロウとの戦いを終えた後、41歳でその生涯を終える。その最期は渡世人「島村某（しまむらなにがし）」殺害の罪の磔刑である。